# آثار البلاد وأخبار العباد
آثار البلاد وأخبار العباد كتاب في التاريخ والجغرافيا ألفه أبو عبد الله بن زكريا القزويني. يحتوي الكتاب ثلاث مقدمات عن الحاجة إلى إنشاء المدن والقرى، وخواص البلاد، وتأثير البيئة على السكان والنبات والحيوان، كما عرض لأقاليم الأرض المعروفة آنذاك، وقسمها إلى سبعة أقاليم وعرض خصائص كل منها ومدنها. كما يضم هذا الكتاب أخبار الأمم وتراجم العلماء والأدباء والسلاطين، وأوصاف الزوابع، والتنين الطائر أو نافورة الماء وغير ذلك.

## وصلات خارجية
- آثار البلاد وأخبار العباد، قزويني، زكريا بن محمد على موقع مكتبة قطر الوطنية